# Tessa Srumf
Tessa Srumf, född 26 februari 2003 i Neuss, är en tysk friidrottare med specialisering på kortdistanslöpning.
Främst springer hon 400 meter, men även 200 meter som sekundär disciplin. Srumf representerar klubben SC Bayer 05 Uerdingen och tränas av Jannik Engel.

## Karriär
Under Juniorvärldsmästerskapen i friidrott 2022 i Cali, Colombia blev hon sexa tillsammans med det tyska laget i stafetten över 4x400 meter. År 2022 tog hon guld på 400 meter i de tyska juniormästerskapen i Ulm, efter att året dessförinnan tagit brons på samma disciplin i Rostock. Säsongen 2023 tog Srumf brons på samma disciplin i U23-klassen, det året gick mästerskapet i Göttingen.